# Commissaire aux conflits d'intérêts et à l'éthique
Le Commissariat aux conflits d'intérêts et à l'éthique est une institution du gouvernement du Canada. Le commissaire aux conflits d’intérêts et à l’éthique est un haut fonctionnaire indépendant du Parlement chargé d’appliquer la Loi sur les conflits d’intérêts et le Code régissant les conflits d’intérêts des députés. Ces deux régimes visent à aider les représentants nommés et élus à prévenir les conflits d’intérêts entre leurs fonctions publiques et leurs intérêts personnels. 
Le poste de commissaire aux conflits d’intérêts et à l’éthique a été créé le 9 juillet 2007, avec l’entrée en vigueur de la Loi sur les conflits d’intérêts, créée à son tour en vertu de la Loi fédérale sur la responsabilité.
La commissaire actuelle est Mary Dawson. Elle a été nommée en vertu de la Loi sur le Parlement du Canada le 9 juillet 2007 pour un mandat de sept ans, renouvelé en juillet 2014 pour deux années additionnelles. En juillet 2016, elle a été nommée à nouveau à titre intérimaire pour un mandat de six mois se terminant le 8 janvier 2017. Mario Dion lui a succédé le 9 janvier 2018. 

## Aperçu du Commissariat
Le Commissariat aux conflits d’intérêts et à l’éthique est une entité du Parlement, tout comme la Chambre des communes, le Sénat et la Bibliothèque du Parlement.
Contrairement à d’autres représentants ou agents du Parlement, dont les rôles sont créés par des lois qu’ils administrent, le commissaire aux conflits d’intérêts et à l’éthique est un haut fonctionnaire du Parlement dont le mandat est énoncé dans la Loi sur le Parlement du Canada.
Le commissaire produit deux rapports annuels : l’un sur les activités du Commissariat en vertu de la Loi sur les conflits d'intérêts et l’autre sur les activités en vertu du Code régissant les conflits d'intérêts des députés.
Le Commissariat soumet ses prévisions budgétaires au Président de la Chambre des communes, après quoi elles sont examinées par le Comité permanent de l’accès à l’information, de la protection des renseignements personnels et de l’éthique, qui est chargé de surveiller la Loi sur les conflits d’intérêts. Le Commissariat fournit de l’information sur ses ressources dans ses rapports et états financiers annuels, qu’il publie ensuite sur son site Web.
La Loi sur les conflits d’intérêts, à laquelle sont assujettis les titulaires de charge publique (ministres, ministres d’État, secrétaires parlementaires, personnel ministériel et personnes nommées par le gouverneur en conseil), et le Code régissant les conflits d’intérêts des députés énoncent certaines obligations et interdisent diverses activités pouvant donner lieu à un conflit entre l’intérêt personnel et l’intérêt public, ou être susceptible de le faire.
Le Commissariat administre ces deux régimes au moyen de diverses activités, notamment en donnant aux titulaires de charge publique et aux députés des conseils confidentiels sur l’observation de la Loi et du Code. Il examine également leurs rapports confidentiels concernant, entre autres, les biens, les dettes et les activités, met des renseignements à la disposition du public, enquête sur des infractions potentielles à la Loi et au Code et présente des rapports au Parlement.
Le commissaire a aussi comme mandat de donner des conseils confidentiels au premier ministre sur des questions de conflits d’intérêts et d’éthique.

## Indépendance du commissaire
En tant que haut fonctionnaire du Parlement, le commissaire est indépendant du gouvernement.
Il relève uniquement du Parlement, plutôt que du gouvernement fédéral ou d’un ministre en particulier. Le Commissariat appartient au Parlement lui-même. Le commissaire jouit, dans l’exercice de ses fonctions officielles, des privilèges et des immunités accordés à la Chambre des communes et à ses députés.
Voici d’autres facteurs garantissant l’indépendance du commissaire :
Le commissaire est nommé en vertu de la Loi sur le Parlement du Canada par le gouverneur en conseil et après consultation avec le chef de chacun des partis reconnus à la Chambre des communes. Il se voit accorder un mandat renouvelable de sept ans et peut uniquement être démis de ses fonctions avec motivation par le gouverneur en conseil sur adresse de la Chambre des communes.
Le commissaire est un employeur distinct, le Commissariat ayant ses propres conditions d'emploi. Ses employés ne sont pas des fonctionnaires fédéraux.
Le commissaire présente ses rapports directement au Parlement plutôt que par l'entremise d’un ministre. Il soumet ses rapports annuels ayant trait au Code régissant les conflits d'intérêts des députés au président de la Chambre des communes, qui les dépose ensuite à la Chambre des communes, et soumet ses rapports annuels ayant trait à la Loi sur les conflits d'intérêts aux présidents du Sénat et de la Chambre des communes, qui les déposent ensuite devant les chambres qu'ils président.
Le Comité permanent de l'accès à l'information, de la protection des renseignements personnels et de l'éthique est chargé d’examiner le rapport annuel ayant trait à la Loi sur les conflits d’intérêts, tandis que l’examen du rapport annuel ayant trait au Code régissant les conflits d’intérêts des députés relève du Comité permanent de la procédure et des affaires de la Chambre.
Le commissaire soumet les prévisions budgétaires annuelles du Commissariat au Président de la Chambre des communes. Celui-ci les achemine ensuite au président du Conseil du Trésor, qui les dépose à son tour devant la Chambre des communes en même temps que le budget principal des dépenses du gouvernement. Le Comité permanent de l'accès à l'information, de la protection des renseignements personnels et de l'éthique est chargé d’examiner les prévisions budgétaires du Commissariat.
Le Commissariat est membre des organisations suivantes :
- le Réseau canadien en matière de conflits d’intérêts (CCOIN), qui se compose de commissaires aux conflits d’intérêts des gouvernements fédéral, provinciaux et territoriaux;

- le Council on Government Ethics Laws (COGEL), une organisation internationale à but non lucratif établie aux États-Unis et composée de praticiens en éthique gouvernementale.

## Historique du Commissariat
Le Commissariat aux conflits d’intérêts et à l’éthique a été créé en vertu de la Loi fédérale sur la responsabilité. Cette loi omnibus a reçu la sanction royale le 12 décembre 2006. La partie qui touche le Commissariat, la Loi sur les conflits d’intérêts, est entrée en vigueur le 9 juillet 2007.
Le Commissariat avait cependant plusieurs ancêtres directs avant cette loi. Ses origines remontent aux années 1970.
Les premières lignes directrices sur les conflits d’intérêts à l’intention des ministres sont établies en 1973 par le premier ministre de l’époque. Elles prévoient des interdictions sur l’utilisation de renseignements d’initiés à des fins personnelles, des restrictions sur les activités extérieures et l’obligation que les ministres se dessaisissent de certains biens ou déclarent publiquement certains biens. Certaines lignes directrices, comme l’interdiction de siéger à des conseils d’administration de sociétés, reflètent des politiques non officielles en place depuis quelques années. D’autres, comme l’obligation de déclarer publiquement certains biens, sont empruntées à d’autres pays.
Des lignes directrices à l’intention de divers groupes de fonctionnaires et de personnes nommées par le gouverneur en conseil sont aussi mises en place en 1973. Elles ressemblent à celles visant les ministres; des exigences plus précises à l’intention des hauts dirigeants de sociétés d’État et d’organismes gouvernementaux sont fixées par le ministre responsable. Des plans en vue de nommer le premier administrateur fédéral des conflits d’intérêts au Canada sont annoncés cette année-là.
En 1974, un sous-registraire général adjoint est nommé et un bureau est établi au sein de l’ancien ministère de la Consommation et des Corporations. En plus de tenir un registre des déclarations publiques, le bureau fournit des conseils sur les conflits d’intérêts aux ministres et à d’autres titulaires d’une charge publique.
Dans les années 1970 et 1980, les lignes directrices sur les conflits d’intérêts administrées par le sous-registraire général adjoint sont modifiées à plusieurs reprises. En 1985, on publie le Code régissant la conduite des titulaires de charge publique en ce qui concerne les conflits d’intérêts et l’après-mandat, qui consolide en un seul document les règles à l’intention des ministres, des secrétaires parlementaires, du personnel ministériel, des fonctionnaires et des personnes nommées par le gouverneur en conseil.
Neuf ans plus tard, en 1994, un Code régissant la conduite des titulaires de charge publique en ce qui concerne les conflits d’intérêts et l’après-mandat révisé est publié. Le sous-registraire général adjoint est remplacé par un conseiller en éthique, qui travaille sous la direction générale du greffier du Conseil privé. Howard Wilson est nommé conseiller en éthique, et le soutien administratif est fourni par Industrie Canada. Le Code de 1994 est modifié en 2003, 2004 et 2006.
En avril 2004, le Bureau devient indépendant du gouvernement. Une modification apportée à la Loi sur le Parlement du Canada crée le Commissariat et le nouveau poste de commissaire à l’éthique. Alors que ses prédécesseurs faisaient partie du gouvernement, le Commissariat est établi en tant qu’entité parlementaire distincte, ce qui assure son indépendance. Bernard Shapiro est le premier commissaire. Il est chargé d’appliquer le Code régissant la conduite des titulaires de charge publique en ce qui concerne les conflits d’intérêts et l’après mandat et est responsable du nouveau Code régissant les conflits d’intérêts des députés (Code des députés), qui entre en vigueur en octobre 2004. Le Code des députés se fonde sur diverses règles relatives aux conflits d’intérêts énoncées dans la Loi sur le Parlement du Canada et dans l’ancienne Loi sur le Sénat et la Chambre des communes. Il existe toujours, mais plusieurs modifications y ont été apportées depuis 2004.
La Loi sur les conflits d’intérêts, qui remplace le Code régissant la conduite des titulaires de charge publique en ce qui concerne les conflits d’intérêts et l’après-mandat, entre en vigueur le 9 juillet 2007. Elle est édictée dans le cadre de la Loi fédérale sur la responsabilité (2006), créant pour la première fois un cadre législatif régissant les conflits d’intérêts des titulaires de charge publique. Cette loi omnibus reçoit la sanction royale le 12 décembre 2006.
La Loi fédérale sur la responsabilité a resserré les règles sur le financement des partis politiques, modifié le processus de nominations politiques et créé un régime législatif ayant pour but de régir certains aspects de la conduite éthique des titulaires de charge publique, en cours de mandat et après. Elle a aussi permis la création du Commissariat aux conflits d’intérêts et à l’éthique et du nouveau poste de commissaire aux conflits d’intérêts et à l’éthique, qui remplace l’ancien poste de commissaire à l’éthique. Le commissaire est chargé d’appliquer la Loi sur les conflits d’intérêts et le Code des députés.
Mary Dawson a été nommée commissaire le 9 juillet 2007, au moment de l’entrée en vigueur de la Loi sur les conflits d’intérêts. Son mandat initial était de sept ans. Il a été renouvelé en juillet 2014 pour deux années additionnelles. En juillet 2016, elle a été nommée à nouveau à titre intérimaire pour un mandat de six mois se terminant le 8 janvier 2017. Mario Dion lui a succédé le 9 janvier 2018.
Le dernier rapport du commissaire à l’éthique met en cause le premier ministre canadien, Justin Trudeau, pour avoir fait pression sur son ex-ministre de la justice et procureure générale, Jody Wilson-Raybould, afin d'éviter un procès à l’entreprise d’ingénierie québécoise SNC-Lavalin, impliquée notamment dans un scandale de corruption en Libye.